# ブルーノート・レーベル・グループ
ブルーノート・レーベル・グループ（The Blue Note Label Group）は、2006年末に大手レコード会社のEMIによって設立され、現在はユニバーサル・ミュージック・グループが所有している。数多くのオルタナティヴ、クラシック、ジャズなどのアーティストたちの本拠地となっており、下記のレーベルが含まれている。

## ブルーノート・レーベル・グループ傘下のレーベル
- エンジェル・レコード
- バック・ポーチ・レコード
- ブルーノート・レコード
- マンハッタン・レコード
- モザイク・レコード
- ナラダ・プロダクション
- ハイアー・オクターヴ
- リアル・ワールド・レコード

以下のレーベルは、2013年にパーロフォンの一部としてワーナー・ミュージック・グループに売却された。
- EMIクラシックス（ワーナー・クラシックスに吸収）
- ヴァージン・クラシックス（エラート・レコードに吸収）